# Déhès
 (février 2024).
La mise en forme du texte ne suit pas les recommandations de Wikipédia : il faut le « wikifier ».
Les points d'amélioration suivants sont les cas les plus fréquents. Le détail des points à revoir est peut-être précisé sur la page de discussion.
- Les titres sont pré-formatés par le logiciel. Ils ne sont ni en capitales, ni en gras.
- Le texte ne doit pas être écrit en capitales (les noms de famille non plus), ni en gras, ni en italique, ni en « petit »…
- Le gras n'est utilisé que pour surligner le titre de l'article dans l'introduction, une seule fois.
- L'italique est rarement utilisé : mots en langue étrangère, titres d'œuvres, noms de bateaux, etc.
- Les citations ne sont pas en italique mais en corps de texte normal. Elles sont entourées par des guillemets français : « et ».
- Les listes à puces sont à éviter, des paragraphes rédigés étant largement préférés. Les tableaux sont à réserver à la présentation de données structurées (résultats, etc.).
- Les appels de note de bas de page (petits chiffres en exposant, introduits par l'outil «  Source ») sont à placer entre la fin de phrase et le point final[comme ça].
- Les liens internes (vers d'autres articles de Wikipédia) sont à choisir avec parcimonie. Créez des liens vers des articles approfondissant le sujet. Les termes génériques sans rapport avec le sujet sont à éviter, ainsi que les répétitions de liens vers un même terme.
- Les liens externes sont à placer uniquement dans une section « Liens externes », à la fin de l'article. Ces liens sont à choisir avec parcimonie suivant les règles définies. Si un lien sert de source à l'article, son insertion dans le texte est à faire par les notes de bas de page.
- La présentation des références doit suivre les conventions bibliographiques. Il est recommandé d'utiliser les modèles {{Ouvrage}}, {{Chapitre}}, {{Article}}, {{Lien web}} et/ou {{Bibliographie}}. Le mode d'édition visuel peut mettre en forme automatiquement les références.
- Insérer une infobox (cadre d'informations à droite) n'est pas obligatoire pour parachever la mise en page.

Pour une aide détaillée, merci de consulter Aide:Wikification.
Si vous pensez que ces points ont été résolus, vous pouvez retirer ce bandeau et améliorer la mise en forme d'un autre article.
Déhès, Dehes, Dahes, Dayhis ; est un vaste site archéologique dans la région des Villes Mortes du nord-ouest de la Syrie. Les vestiges de deux basiliques, de nombreux bâtiments résidentiels et de pressoirs à olives du début de la période byzantine y sont conservés.

## Emplacement
Le site des ruines est situé dans le gouvernorat d'Idlib, à une altitude de 606 mètres, dans la zone vallonnée nord du Jebel Barisha, qui appartient à la zone médiane du massif calcaire du nord de la Syrie. Babisqa et d'autres ruines antiques se trouvent à proximité.
Le monastère de Deir Déhès était situé à 700 mètres au sud de la ville.
Les ruines s'étendent sur une grande partie du plateau et sont situées à la limite nord d'une vaste plantation actuelle d'oliviers. La zone entourant le lieu est assez fertile, car plusieurs dolines se sont formées sur le plateau autrement karstique, qui sont remplies de sols calcaires d'un rouge profond (terra rossa).

## Historique de la recherche

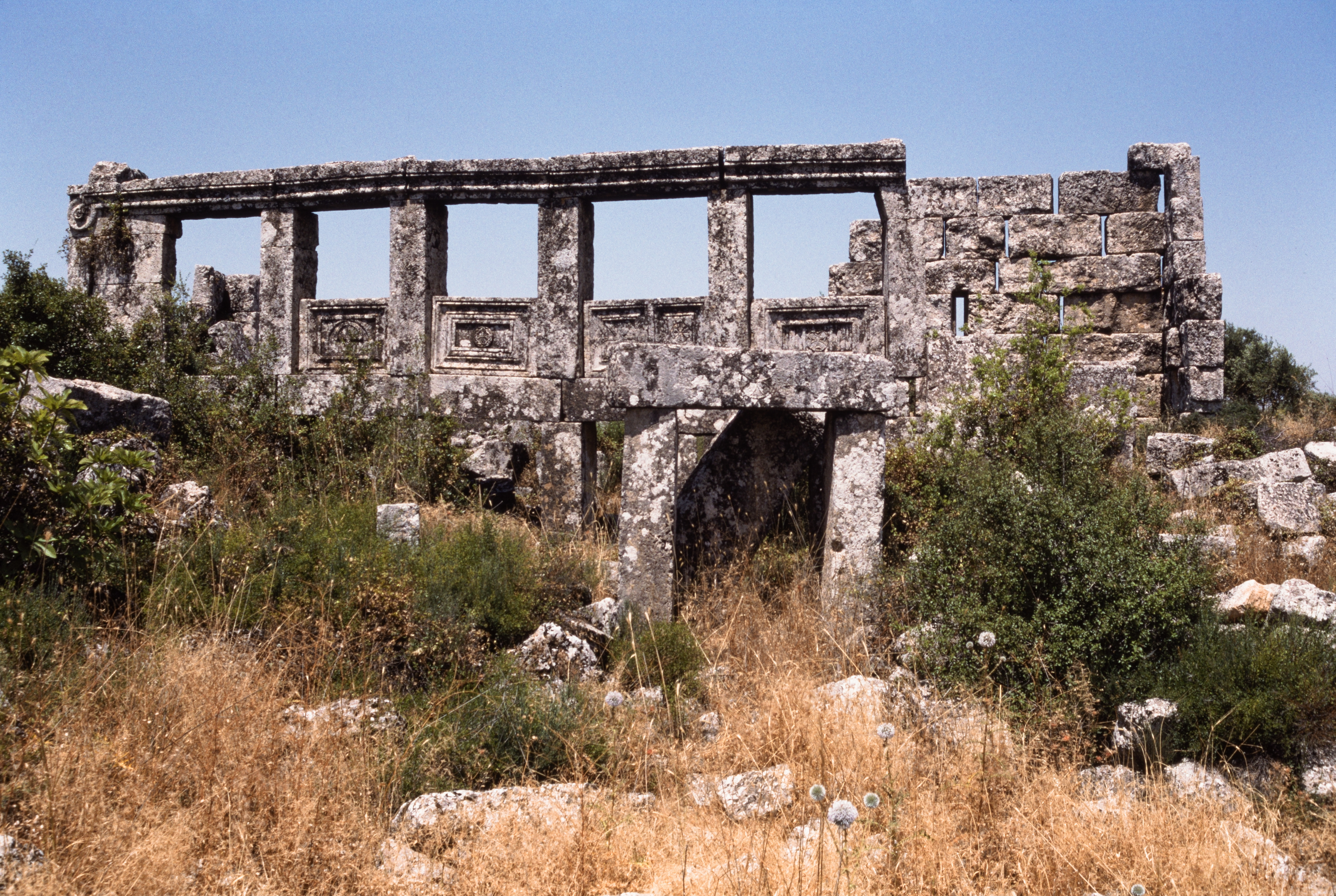
Portique d'une résidence de deux étages

Après sa visite en 1861, Melchior de Vogüé rédige la première description scientifique de Déhès. Lors d'une expédition commandée par l'Université de Princeton en 1899/1900, Howard Crosby Butler examina le site et publia une description sommaire des églises et des bâtiments résidentiels. En 1963 et 1966/67, l'architecte Georges Tchalenko entreprit les premières études détaillées couvrant tous les bâtiments. 
Christine Strube a travaillé sur l'ornementation architecturale à partir de 1975. En 1976, Georges Tate et Jean-Pierre Sodini entreprirent de vastes fouilles dans toute le site pour le compte de l'Institut français d'archéologie du Proche-Orient. Leur objectif était de mener des recherches exemplaires sur les conditions sociales, économiques et écologiques des villes mortes. Ils ont publié leurs résultats en 1980. À partir de l'exemple bien documenté de Déhès et en comparant avec 45 autres sites byzantins anciens, Georges Tate a formulé une typologie d'habitat selon laquelle, contrairement à l'opinion antérieure, il n'y avait pratiquement pas de grandes villas, mais presque exclusivement de simples maisons, construites par les paysans eux-mêmes. Alors que Tchalenko supposait que l'économie des villes mortes reposait en grande partie sur la production et l'exportation d'huile d'olive, Tate a relativisé cela en soulignant que la part importante de l'élevage et de la culture des céréales et du raisin devait générer des revenus. 
Tandis que Tchalenko situait l'apogée du peuplement du IIe au VIe siècle, Tate a trouvé que l'apogée se situait entre le milieu du IVe et le milieu du VIe siècle avec un maximum de constructions autour de l'an 500. À partir du milieu du VIe siècle, Déhès commence à se dépeupler mais une occupation demeure jusqu'au IXe ou Xe siècle. Le déclin économique se serait produit dès le milieu du VIe siècle.
Le site a été fouillé entre 1976 et 1992 puis entre 1998 et 2010 par la Mission archéologique syro-française de la Syrie du Nord, sous la direction de Bernard Bavant. Dans ce cadre, les pressoirs ont été fouillés et étudiés par Olivier Callot.

## Histoire
Au IIe siècle av. J.-C., c'est-à-dire à la fin de l'époque séleucide, le site existait déjà et s'est agrandi à l'époque romaine. Dès le Ier siècle apr. J.-C., l'agriculture était pratiquée sur une superficie d'environ 2000 hectares. Pour le VIe siècle, on estime la population de Déhès à environ 500 habitants. La plupart des bâtiments datent du IVe au VIIe siècle.
Le site a continué d'exister jusqu'au Xe siècle après lequel il fut finalement abandonné. Dès la fin du même siècle, la région montagneuse du Jebel Barisha se trouvait dans la zone frontalière entre Antioche byzantine et la région sous domination musulmane d'Alep, comme en témoignent les traces d'occupation militaire.

## Composantes du site
Le site conserve les vestiges de 29 pressoirs dont 20 ont été fouillés ; ils témoignent de l'importance économique particulière de la culture de la vigne et de l'olivier. Cependant, contrairement à l'hypothèse émise par Olivier Callot lui-même en 1984, la plupart des installations sont destinées à presser du raisin et 3 à 5 seulement sont des huileries. L'évolution de ces installations montre une volonté d'accroître la production, depuis leur première attestation sur le site au Ier – IIe siècle jusqu'au Ve siècle. La plupart de ces pressoirs ont fonctionné jusqu'au VIIIe siècle et certains ont même été construits après la conquête musulmane de la région. 
Des mangeoires dans les pièces du rez-de-chaussée des maisons témoignent de l'élevage. Les maisons étaient construites à proximité les unes des autres, sans rues larges et seulement des ruelles les séparaient. L’absence de place publique monumentale correspondant à une agora mais la présence d'un bâtiment de réunion (andron), que Tchalenko avait déjà  identifié, a conduit Tate à proposer l'hypothèse d'une structure sociale égalitaire.
Les ruines de deux basiliques des Ve et VIe siècles subsistent au nord-est et à l'ouest du site. Outre les nombreux bâtiments d'habitation, quelques structures funéraires souterraines (hypogées) et une citerne couverte d'une voûte en berceau ont survécu. 

### Église orientale

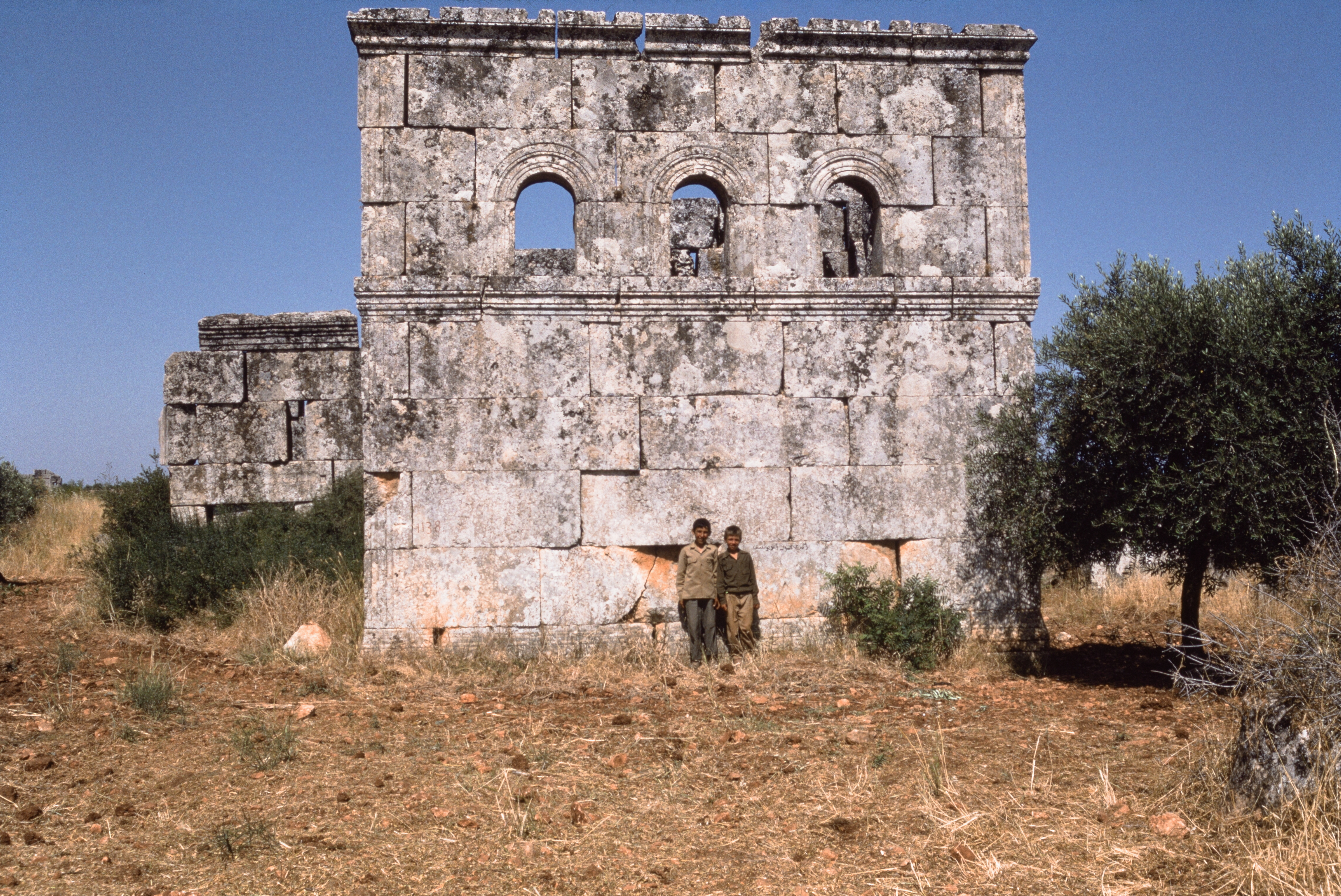
Église orientale. Côté est du baptistère

La basilique à trois nefs et à arcades avait cinq travées dans la nef centrale et une abside d'autel trapézoïdale avec des pièces latérales à l'est. La salle latérale sud servait de martyrion (chambre reliquaire). Un podium en brique au milieu de l'intérieur de l'église (Bema) servait de lieu de séjour au clergé pendant le service. Deux entrées menaient au bâtiment rectangulaire dans le long mur sud et deux entrées dans le mur pignon ouest. Plus tard, un baptistère fut ajouté à l'angle sud-est. Cette chapelle baptismale très bien conservée, dotée d'un bassin carré en pierre du côté est, a été conçue par l'architecte Yohannan (d'après une inscription).
Les murs nord et sud sont debout à l'exception de quelques assises supérieures de pierre ; seule la partie inférieure de la façade orientale subsiste. À l’intérieur, les murs latéraux du chœur ont été conservés jusqu’à une hauteur moyenne, ainsi que le mur ouest de la salle latérale nord. L'entrée du Martyrion était surmontée d'un arc en plein cintre, dont les piliers sont encore en place. L'ensemble du bâtiment a été entièrement reconstruit à plusieurs reprises. Ceci est démontré par différentes techniques de maçonnerie et plusieurs joints de construction sur les murs extérieurs.
D'après les décors architecturaux la construction de l'église peut être attribuée à la fin du Ve ou au début du VIe siècle.

### Église de l'Ouest

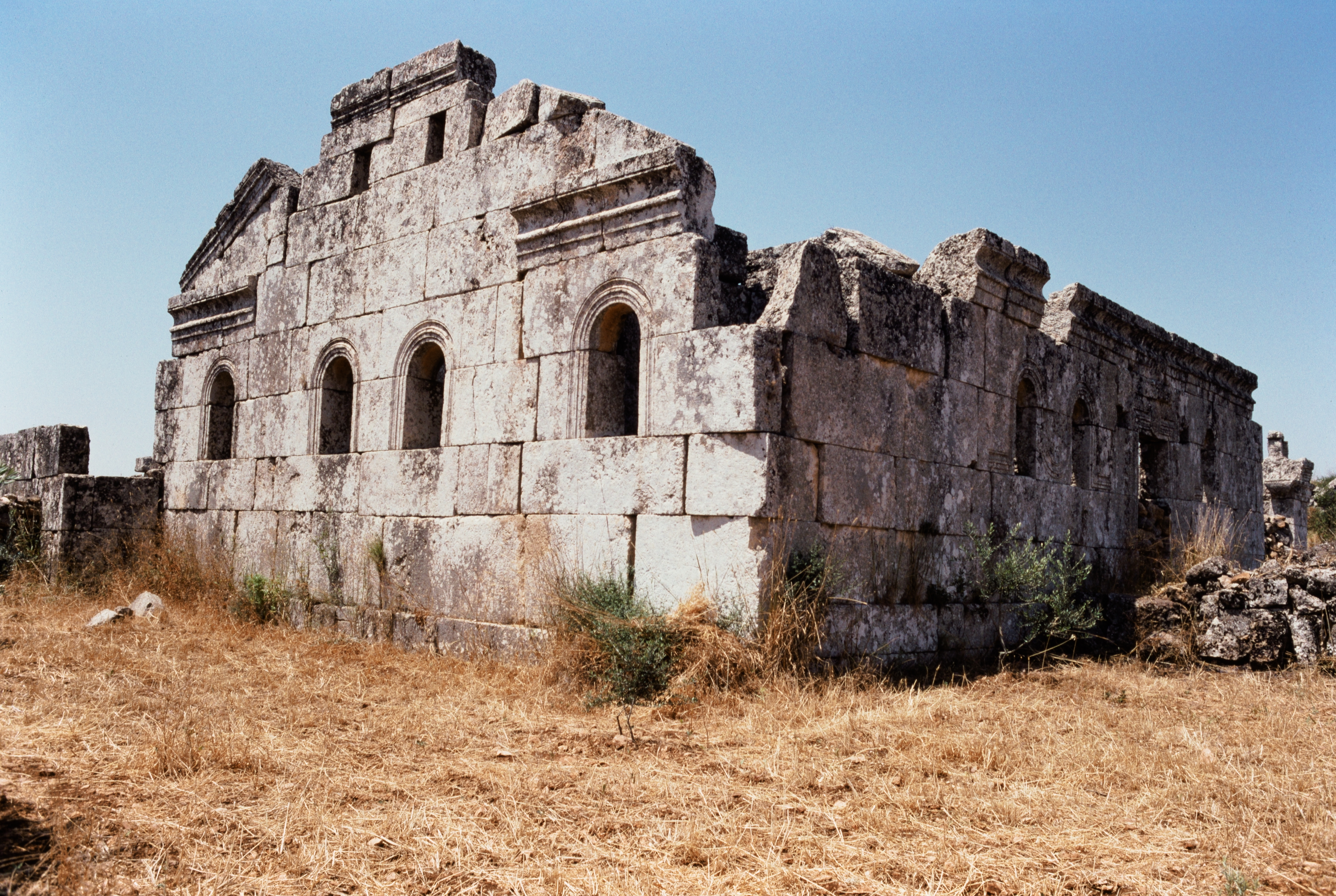
Église ouest du nord-est

La basilique à trois nefs, à colonnes et quatre travées se termine par un chevet plat à l'est. Derrière elle se trouvait une abside rectangulaire et deux salles latérales avec le Martyrion au sud. Il y avait une porte d'entrée dans chacun des murs sud, ouest et nord. Un portique soutenu par quatre colonnes a été construit sur le pignon ouest. La façade orientale est structurée par quatre fenêtres cintrées en bas et deux fenêtres rectangulaires en haut. Le mur extérieur nord est également en grande partie conservé, ainsi que la pièce latérale de l'abside nord avec la porte d'entrée, trois rangées de pierres sur le mur ouest et la majeure partie du mur extérieur sud. Les hauts murs de la nef centrale se sont effondrés.
Dans l'ensemble, l'ornementation élaborée de cette église correspond à l'apogée économique du VIe siècle. Elle est datée par Christine Strube vers 530 .

### Deir Déhès
« Deir » es le nom en langue syriaque des monastères du Moyen-Orient. De l'ancien complexe monastique, il reste une tour indépendante, les restes d'une église et un pandocheion (auberge des pèlerins). Le monastère a été étudié par Jean-Luc Biscop et présenté dans une monographie en 1997. Il distingue une première période de construction à la fin du IVe ou au début du Ve siècle et deux phases ultérieures de reconstruction, notamment une restructuration complète du complexe au VIe siècle.

## bibliographie
- Hala Attoura : Rapport sur les investigations archéosismologiques à Der Dahes (Syrie) 2003. Dans : Bagdad Communications 34, 2005, pp. 87-102
- E. Baccache : Églises de village de la Syrie du Nord. Documents photographiques des archives de l'Institut français d'archéologie du Proche-Orient. Paul Geuthner, Paris 1980, planches 335-360 (photographies en noir et blanc).
- Jean-Luc Biscop : Deir Déhès, monastère d'Antiochène, étude architecturale. Institut français d'archéologie du Proche-Orient, Beyrouth 1997,  (ISBN 2705305653)
- Ross Burns : Monuments de Syrie. Un guide historique. IB Tauris Publishers, Londres/New York, 1992, pp. 108f
- Olivier Callot, Huileries antiques de Syrie du Nord, IFAPO, Beyrouth, 1984
- Olivier Callot, Déhès II, Les pressoirs, IFPO, Beyrouth, 2017
- Jean-Pierre Sodini, Bernard Bavant, Swantje Bavant, Jean-Luc Biscop et Dominique Orssaud, Déhès (Syrie du nord), campagnes I-III (1976-1978) : Recherches sur l'habitat rural. Dans Syria, 57, 1980, pp. 1-304 ; Paul Geuthner, Paris 1981,  (ISBN 2705301119)
- Christine Strube : Décoration de bâtiments dans le massif calcaire du nord de la Syrie. Vol. I. Formes des chapiteaux, portes et corniches des églises des IVe et Ve siècles. (Damaszener Forschungen 5) Philipp von Zabern, Mayence 1993
- Christine Strube : Décoration de bâtiments dans le massif calcaire du nord de la Syrie. Vol. II. Formes de chapiteaux, de portes et de corniches du VIe et du début du VIIe siècle (Damaszener Forschungen 12) Philipp von Zabern, Mayence 2002
- Georges Tate : Les Campagnes de la Syrie du Nord du IIe au VIIe siècle. Paul Geuthner, Paris 1992
- Georges Tchalenko : Villages antiques de la Syrie du Nord. Le massif du Bélus à l'époque romaine. 3 tomes, Paul Geuthner, Paris 1953-1958
- Georges Tchalenko : Églises syriennes à bêma, Paul Geuthner, Paris, 1990